# Ґрилево
Ґрилево (пол. Grylewo, нім. Grillensee) — село в Польщі, у гміні Вонґровець Вонґровецького повіту Великопольського воєводства.
Населення — 507 осіб (2011).
У 1975-1998 роках село належало до Пільського воєводства.

## Демографія
Демографічна структура станом на 31 березня 2011 року:
|          | Загалом | Допрацездатний вік | Працездатний вік | Постпрацездатний вік |
| -------- | ------- | ------------------ | ---------------- | -------------------- |
| Чоловіки | 267     | 64                 | 181              | 22                   |
| Жінки    | 240     | 51                 | 145              | 44                   |
| Разом    | 507     | 115                | 326              | 66                   |